# ناحیه لاندک
ناحیه لاندک (به آلمانی: Landeck District) یک ناحیه در اتریش است که در ایالت تیرول واقع شده‌است. ناحیه لاندک ۴۳٬۸۸۶ نفر جمعیت دارد.